# Paul Sand
Paul Sand, all'anagrafe Stone Sanchez, (Santa Monica, 5 marzo 1932) è un attore statunitense.
Nel 1971 ha vinto il Tony Award al miglior attore non protagonista in un'opera teatrale per la sua interpretazione in Paul Sills' Story Theatre a Broadway.

## Filmografia

### Cinema
- Riprendiamoci Forte Alamo! (Viva Max!), regia di Jerry Paris (1969)
- La pietra che scotta (The Hot Rock), regia di Peter Yates (1972)
- Mafiosi di mezza tacca e una governante dritta (Every Little Crook and Nanny), regia di Cy Howard (1972)
- Ma che sei tutta matta? (The Main Event), regia di Howard Zieff (1979)
- Io, modestamente, Mosè (Wholly Moses), regia di Gary Weis (1980)
- Can't Stop the Music, regia di Nancy Walker (1980)
- Voglia di vincere 2 (Teen Wolf Too), regia di Christopher Leitch (1987)
- Adam & Steve, regia di Craig Chester (2005)

### Televisione
- Fred Astaire (Alcoa Premiere) – serie TV, episodio 1x01 (1961)
- Mr. Broadway – serie TV, episodio 1x09 (1964)
- Assistente sociale (East Side/West Side) – serie TV, episodio 1x19 (1964)
- Un amore di contrabbasso (Paul Sand in Friends and Lovers) – serie TV, 15 episodi (1974-1975)
- You Can't Take It with You, regia di Paul Bogart – film TV (1979)
- La signora in giallo (Murder, She Wrote) – serie TV, episodio 1x17 (1985)
- Ai confini della realtà (The Twilight Zone) – serie TV, episodio 2x17 (1987)